# Notascea
Notascea là một chi bướm đêm thuộc họ Notodontidae. Chi này gồm các loài sau:
- Notascea brevispinula Miller, 2008
- Notascea nudata (Hering, 1925)
- Notascea obliquaria (Warren, 1906)
- Notascea straba Miller, 2008